# Libérez Jimmy
Pour plus de détails, voir Fiche technique et Distribution.
Libérez Jimmy (Slipp Jimmy fri) est un film d'animation norvégien réalisé par Christopher Nielsen, sorti en 2006.

## Synopsis
Odd, Gaz et Flea, trois losers patentés, se laissent convaincre par leur ami Roy Arnie, de l'aider à s'occuper de son cirque miteux. La star de sa ménagerie est un éléphant toxicomane nommé Jimmy. Roy insiste sur le soin à lui prodiguer et les cachets à lui donner. Précisément, un raté dans l'administration de sa dose quotidienne provoque un incident lors d'une représentation et la fuite de l'animal.
Les quatre amis partent à la recherche de Jimmy. Mais ils ne sont pas les seuls à s'y intéresser. Un groupe d'activistes illuminés ému par le triste sort de l'éléphant, se met en tête de le libérer et d'en faire la mascotte de leur combat pour la libération des animaux. De dangereux mafieux lapons sont, eux, sur les dents car une de leurs cargaisons de drogue a mystérieusement disparu. Enfin, des chasseurs du dimanche sont en quête d'un trophée qui satisfera leur leader, une armoire à glace irascible.

## Fiche technique
- Titre : Libérez Jimmy
- Titre original : Slipp Jimmy fri
- Réalisation : Christopher Nielsen
- Scénario : Christopher Nielsen et Simon Pegg (version britannique)
- Production : Häkon Gundersen et Lars Andreas Hellebust
- Musique : Simon Boswell
- Montage : Alastair Reid
- Décors : Mikael Holmberg
- Pays :  Norvège,  Royaume-Uni et  Danemark
- Format : couleurs - 1,85:1 - Dolby Digital - 35 mm
- Genre : animation, comédie
- Durée : 86 minutes
- Date de sortie : 21 avril 2006 (Norvège)

## Distribution
Voix de la version anglaise :
- Woody Harrelson : Roy Arnie
- Simon Pegg : Odd
- Phil Daniels : Gaz
- Jay Simpson (ar) : Flea
- Kyle MacLachlan : Marius
- Samantha Morton : Sonia
- Jim Broadbent : Stromowskij
- Emilia Fox : Bettina
- Kris Marshall : Erik
- Lisa Maxwell : Lise
- James Cosmo : HudMaSpecs
- Douglas Henshall : Eddie
- David Tennant : Hamish
- Russell Barr : George
- Steve Pemberton : Mattis
- Reece Shearsmith : Ante
- Mark Gatiss : Jakki
- William Hope : Harvey

## Distinctions
- Festival international du film d'animation d'Annecy 2007 : Cristal du long métrage.